# Materiałoznawstwo maszynowe
Materiałoznawstwo maszynowe – dziedzina materiałoznawstwa zajmująca się materiałami używanymi do budowy konstrukcji, urządzeń, maszyn i instalacji mechanicznych, energetycznych i elektrycznych.
Materiałoznawstwo maszynowe dzieli się na:
- metaloznawstwo – zajmujące się charakterystykami metali i sposobami obróbki kształtującymi te charakterystyki
- materiałoznawstwo niemetalowe – zajmujące się charakterystykami materiałów niemetalowych, takich jak: drewno, tworzywa sztuczne, guma, szkło, ceramika itp. oraz materiałów pomocniczych, takich jak lakiery, kity, kleje, papier, skóra itp.